# Campeonato Mundial de Ginástica Artística de 2009 - Barra fixa masculino
A competição de barra fixa masculino do Campeonato Mundial de Ginástica Artística de 2009 teve sua final disputada no dia 18 de outubro. A qualificatória que definiu os ginastas finalistas foi disputada em 13 de outubro

## Medalhistas
| Ouro   | CHN Zou Kai         |
| Prata  | NED Epke Zonderland |
| Bronze | ITA Igor Cassina    |

## Resultados

### Qualificatória
Esses são os resultados da qualificatória.
| Pos. | Ginasta                  | Total  | Nota |
| ---- | ------------------------ | ------ | ---- |
| 1    | CHN Zou Kai              | 15,600 | Q    |
| 2    | ITA Igor Cassina         | 15,500 | Q    |
| 3    | SLO Aljaž Pegan          | 15,475 | Q    |
| 4    | USA Danell Leyva         | 15,450 | Q    |
| 5    | USA Jonathan Horton      | 15,325 | Q    |
| 6    | NED Epke Zonderland      | 15,300 | Q    |
| 7    | JPN Kohei Uchimura       | 15,250 | Q    |
| 8    | BLR Aliaksandr Tsarevich | 15,100 | Q    |
| 9    | UKR Mykola Kuksenkov     | 15,025 | R    |
| 10   | RUS Yury Ryazanov        | 15,000 | R    |
| 11   | PRK Kim Kyong Hak        | 15,000 | R    |

- Q - qualificado para a final
- R - reserva

### Final
Esses são os resultados da final.
| Pos. | Ginasta                  | Nota D | Nota E | Pen. | Total  |
| ---- | ------------------------ | ------ | ------ | ---- | ------ |
|      | CHN Zou Kai              | 7,500  | 8,650  |      | 16,150 |
|      | NED Epke Zonderland      | 7,300  | 8,525  |      | 15,825 |
|      | ITA Igor Cassina         | 6,700  | 8,925  |      | 15,625 |
| 4    | USA Danell Leyva         | 7,000  | 8,600  |      | 15,600 |
| 5    | SLO Aljaž Pegan          | 7,000  | 8,500  |      | 15,500 |
| 6    | JPN Kohei Uchimura       | 6,400  | 8,775  |      | 15,175 |
| 7    | BLR Aliaksandr Tsarevich | 6,000  | 8,375  |      | 14,375 |
| 8    | USA Jonathan Horton      | 6,700  | 6,550  |      | 13,250 |